# خالد الغامدي
خالد بن علي بن عبدان الأبلجي الغامدي هو إمام وخطيب بالمسجد الحرام سابقًا، منذ 28 ذو الحجة 1428.

## مولده وتعليمه
من مواليد مكة المكرمة، وفيها تلقى جميع مراحل التعليم ما قبل الجامعي، كان نصيب المعهد العلمي منها المرحلتين (المتوسطة - والثانوية)، ثم التحق بجامعة أم القرى في كلية الدعوة وأصول الدين، قسم الكتاب والسنة ، تلقى دروس على يد عدد من العلماء منهم:
1. الشيخ سعيد العبد الله شيخ قراء حماة قرأ عليه القرآن برواية حفص عن عاصم.
2. الشيخ حسين خالد قرأ عليه برواية حفص وكذلك برواية قالون وورش عن نافع.
3. الشيخ عبد الغفار الدروبي قرأ عليه لعاصم براوييه ولابن كثير المكي.[5][6][7]
4. الشيخ محمد صالح الحبيب في ألفية ابن مالك في النحو.
5. الشيخ محمد الخضر الناجي أحد طلبة الشيخ محمد الأمين الشنقيطي صاحب الأضواء - في أضواء البيان وفي قطر الندى لابن هشام.
6. الشيخ محمد سيدي الشنقيطي أحد طلبة الشيخ محمد الأمين الشنقيطي صاحب الأضواء - / في اللمع للشيرازي في أصول الفقه وغيره.
7. الشيخ محمد المختار الشنقيطي، عضو هيئة كبار العلماء، في زاد المستقنع في الفقه.

وحضر جملة من دروس المشايخ الكبار: (ابن باز) و(ابن عثيمين) والشيخ البسام التي كانوا يعقدونها في المسجد الحرام، إضافة إلى القراءة العلمية المنتظمة في شتى العلوم والمعارف.

## مؤهلاته العلمية
- حصل الشيخ خالد على درجة البكالوريوس بتقدير ممتاز من جامعة أم القرى، قسم الكتاب والسنه بكلية الدعوة وأصول الدين.
- ثم اختير معيدا لدى نفس الجامعة، بقسم القراءات.
- حصل على درجة الماجستير بتقدير ممتاز من الكلية نفسها قسم القراءات، في تخصص القراءات.
- حصل على درجة الدكتوراه بتقدير ممتاز من الكلية نفسها في تخصص التفسير.
- حصل على أستاذ مشارك في تخصص القرآن وعلومه وقريبا سيحصل على الأستاذية بعون الله .

## أعماله ومناصبه
- بدأ إمامة المصلين في مسجد في الحي ثم انتقل إلى جامع الأميرة شيخة بنت عبد الرحمن آل سعود.
- عمل أستاذاً مساعداً – قسم القراءات - في كلية الدعوة وأصول الدين بجامعة أم القرى، وتم تعيينه بنفس العام رئيساً لقسم القراءات.
- ثم عُين وكيلاً لكلية الدعوة وأصول الدين بتوجيه من وزير الشؤون الإسلامية والأوقاف والدعوة والإرشاد الشيخ صالح آل الشيخ عُين الشيخ خالد إماماً بمسجد الخيف بمنى.

- 25/11/1428هـ وبتوجيه من خادم الحرمين الشريفين الملك عبد الله بن عبد العزيز آل سعود، صدر قرار ملكي بتعيين الشيخ خالد بن علي بن عبدان الأبلجي الغامدي، لإمامة الحرم المكي الشريف.
- باشر الشيخ إمامة الحرم المكي الشريف في 1428/12/28هـ.
- صدرت الموافقة على تدريسه في المسجد الحرام وبدأ التدريس في علم التفسير والسيرة يومي الأحد والإثنين بعد صلاة العشاء.
- أكرمه الله فصلى التراويح والتهجد في المسجد النبوي إماما في رمضان عام 1431 وكذلك في عام 1433 للهجرة، الموافق 2010م 2012م ولذلك يلقب إمام الحرمين.

- وكذلك في عام 1434هـ صلى التراويح والتهجد في المسجد الحرام إماما في رمضان عام 1434هـ الموافق 2013.
- وصلى كذلك في مسجد قباء إماما.
- فيكون بذلك قد أم المصلين في أشهر مساجد الإسلام والمسلمين: المسجد الحرام والمسجد النبوي ومسجد الخيف في منى ومسجد قباء في المدينة المنورة.

## مؤلفات الشيخ وبحوثه
- القراءات الشاذة- مفهومها وأحكامها. (بحث لدورية كلية البنات بطنطا.
- العناصر المشتركة بين سور ألـ حم وتفرداتها. (بحث لدورية كلية أصول الدين بالأزهر).
- جامع البيان في القراءآت السبع. (بحث لدورية جامعة الشارقة).
- القراآت التفسيرية مفهومها وأنواعها. (تحت الطبع).
- المقاصد المشتركة بين سور آل حم. (تحت الطبع).
- مقدم القرآن ومؤخره. (تحت الطبع).
- القراءات الشاذة مفهومها وأحكامها. (تحت الطبع).
- عناية شيخ الإسلام بالقراءات. (مخطوط).
- التغني بالقرآن مفهومه وآدابه. (مخطوط).
- حكم لزوم الجماعة والآثار المترتبة على ذلك.
- منهج أبي بن كعب في التفسير.
- طبائع الإنسان في القرآن.
- آثار تدبر القرآن.

## عضوياته
- لجنة التأديب الخاصة بالطلاب سابقاً.
- لجنة مكافحة التدخين بالجامعة.
- اللجنة العلمية بالكلية.
- لجنة مراجعة منهج مادة الثقافة بالكلية.
- الجمعية العلمية السعودية للقرآن الكريم.
- توعية الحجاج بوزارة الشؤون الإسلامية من عام 1416هـ حتى عام 1428هـ.
- اللجنة الاستشارية بفرع وزارة الشؤون الإسلامية بمكة المكرمة سابقا.

## مهامه في جامعة أم القرى
- عضو في مجلس كلية الدعوة وأصول الدين في جامعة أم القرى.
- عضو في مجلس كرسي الملك عبد الله بن عبد العزيز للقرآن الكريم بجامعة أم القرى.
- الإشراف على العديد من رسائل الماجستير والدكتوراه.
- تحكيم البحوث في مجلات علمية محكمة.